# Museumslandschaft Deilbachtal

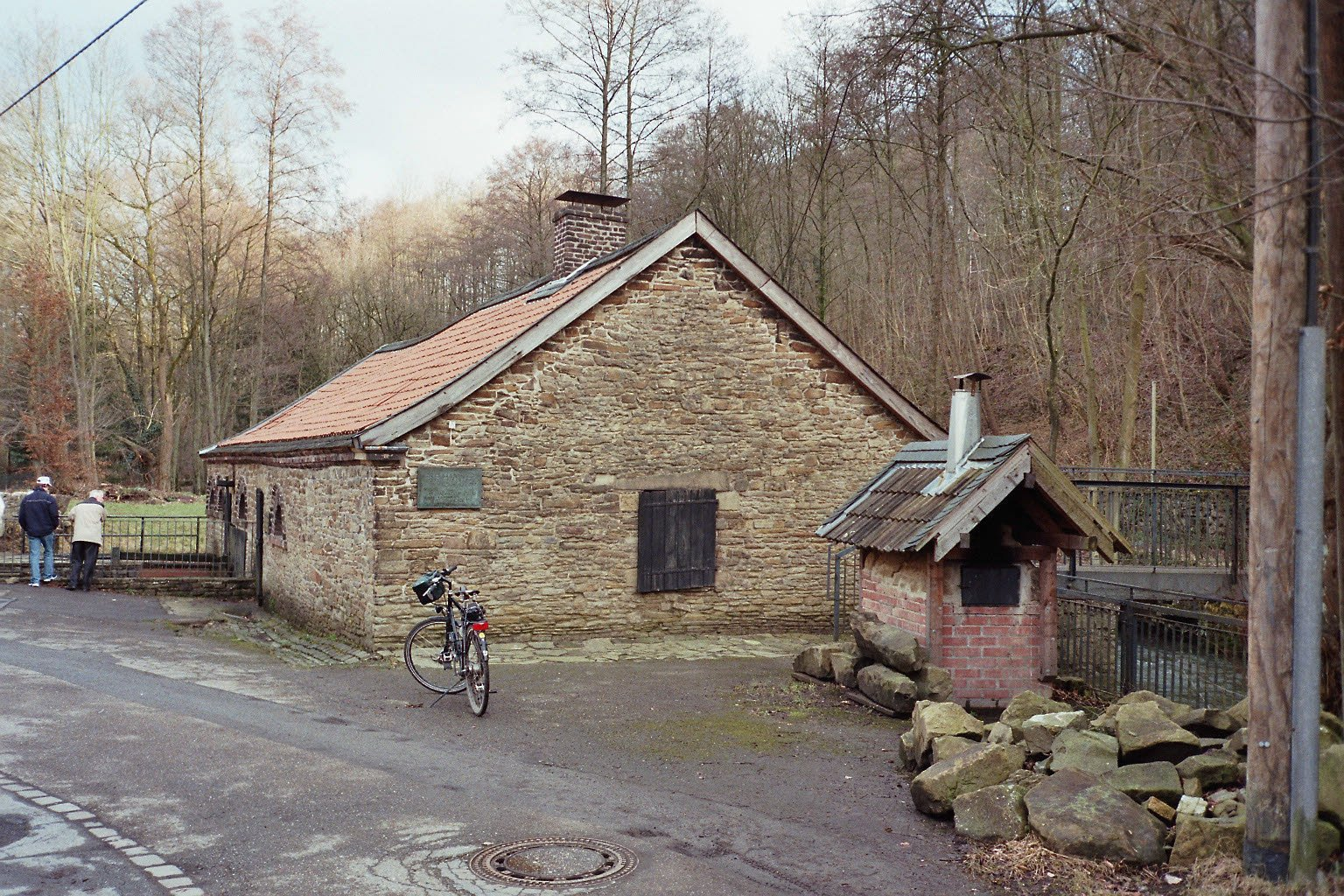
Der Deilbachhammer

Die Kulturlandschaft oder Museumslandschaft Deilbachtal ist eine Zusammenfassung mehrerer regional bedeutender und denkmalgeschützter Industriegebäude und -orte am Unterlauf des Deilbachs zwischen Velbert-Nierenhof und Essen-Kupferdreh-Byfang, die die frühe Industriegeschichte des Raums präsentieren. Betreut wird die Museumslandschaft Deilbachtal von dem Ruhr Museum in Essen. Sie wird innerhalb des Museumskonzeptes als protoindustrielles Komplement zum Weltkulturerbe Zeche Zollverein XII verstanden. Das damalige Ruhrlandmuseum der Stadt Essen erschloss die Denkmäler in den 1980er Jahren durch einen Rundwanderweg. Seit Juni 2023 ist die gesamte Museumslandschaft Deilbachtal in den in dieser Zeit neugegründeten Rundwanderweg Deilbachsteig integriert. Die Kulturlandschaft ist Teil der Route der Industriekultur.
Die vor- und frühindustriellen Stätten befinden sich immer noch an derselben Stelle wie zu ihrer Gründung und sind nicht transloziert wie oftmals in Freilichtmuseen. Sie zeigen in seltener Geschlossenheit alle Stationen des Übergangs von einer bäuerlichen zu einer industriellen Landschaft. Im Kutschenhaus des Kupferhammers befindet sich eine Dauerausstellung.
Zu den Boden-, Geschichts- und Technikdenkmälern gehören:
- das Deilbachhammer-Ensemble mit einem Eisenhammer, erstmals im 14. Jahrhundert erwähnt
- der Deilmannhof
- der Kaminstumpf des früher zum Tiefbauschacht Wilhelm der Zeche Victoria gehörenden Kesselhauses
- die Deiler Mühle
- die Reste der Voßnacker Steinbrüche und Ringofenziegelei
- die Hundebrücke (Gitterbrücke über die Eisenbahn, Bruchsteinbogenbrücke über den Deilbach)
- Wehranlagen im Mündungsbereich Priehlbach/Deilbach
- das Betriebsgebäude der ehemaligen Zeche Victoria aus dem Jahre 1910
- Abraumhalde der Zeche Victoria
- der Steinbruch Deilbachtal, ein geologischer Aufschluss mit Pflanzenabdrücken aus dem Karbon an der Nierenhofer Straße.
- der Kupferhammer, 1550 gegründet
- das Verwaltungsgebäude der ehemaligen Zeche Adler
- Reste der Betriebsgebäude der ehemaligen Zeche Adler
- Kohlekraftwerk Kupferdreh
- Straßenbahn (Bergische Kleinbahnen), Sockelreste von Oberleitungsmasten
- die Prinz-Wilhelm-Bahn von 1830/31
- Pingenzüge aus den Anfängen des Bergbaus (Abbaugräben im Wald)

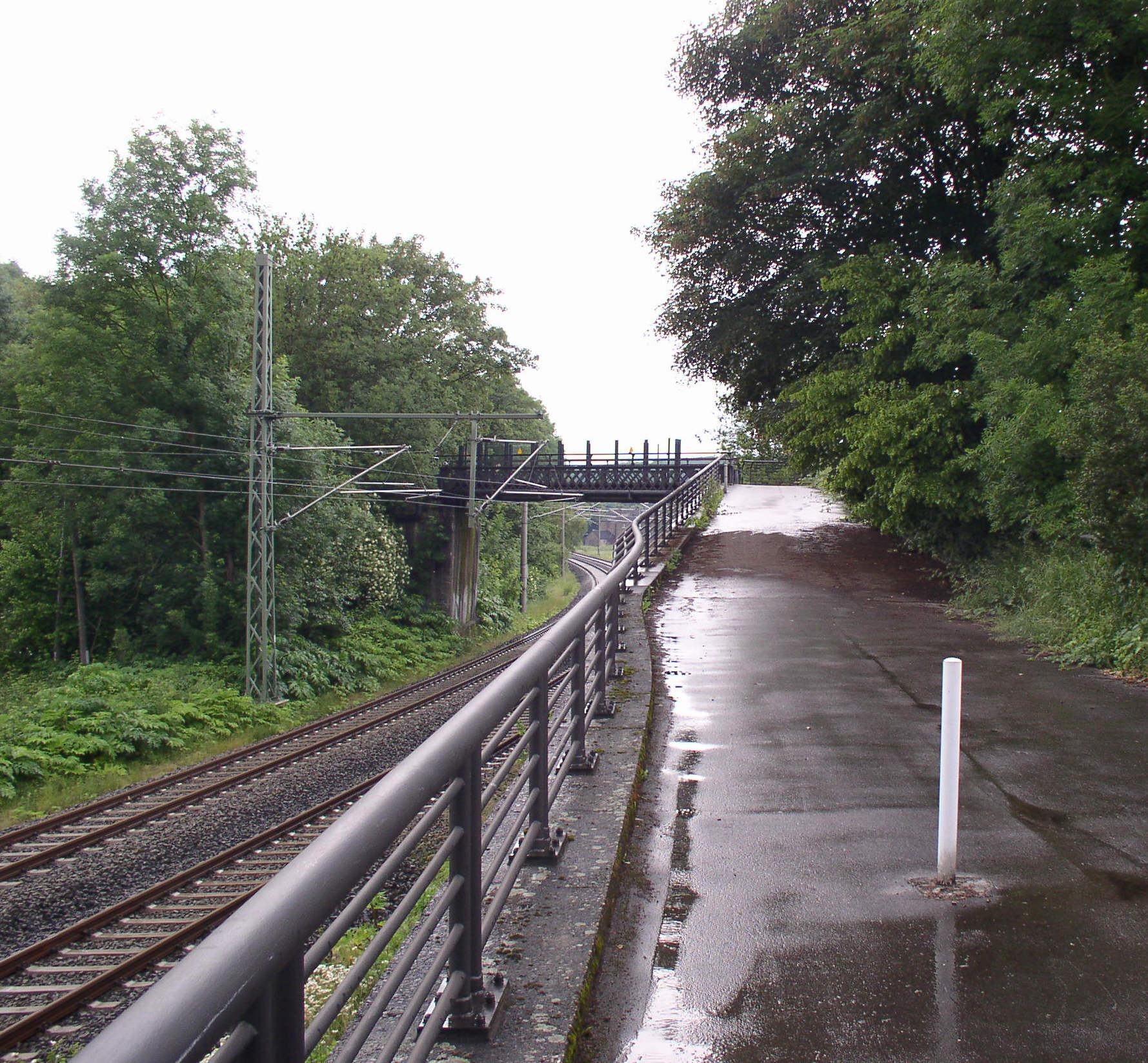
Hundebrücke über die Gleise der ehemaligen Prinz-Wilhelm-Eisenbahn
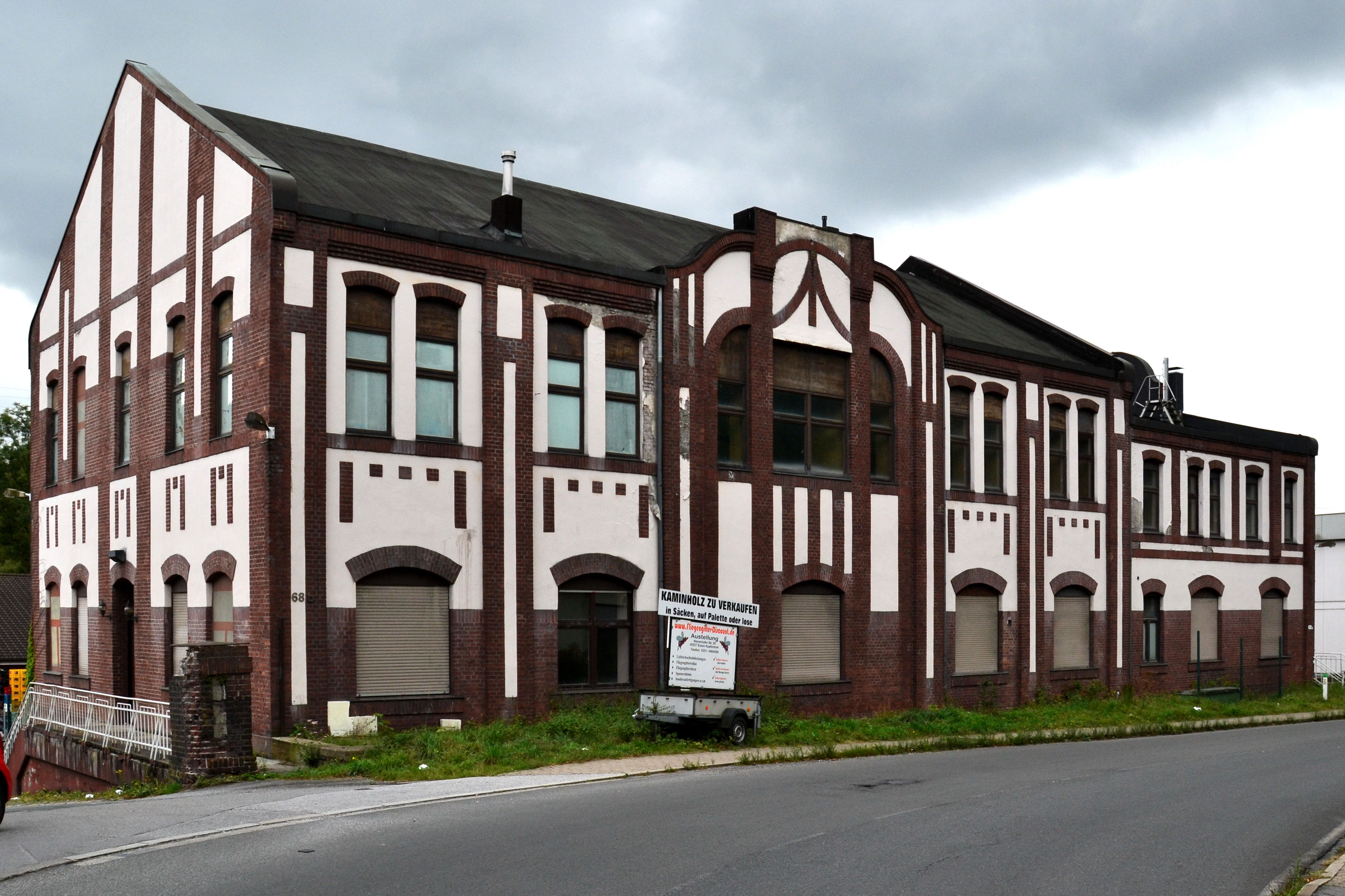
Betriebsgebäude der Zeche Victoria
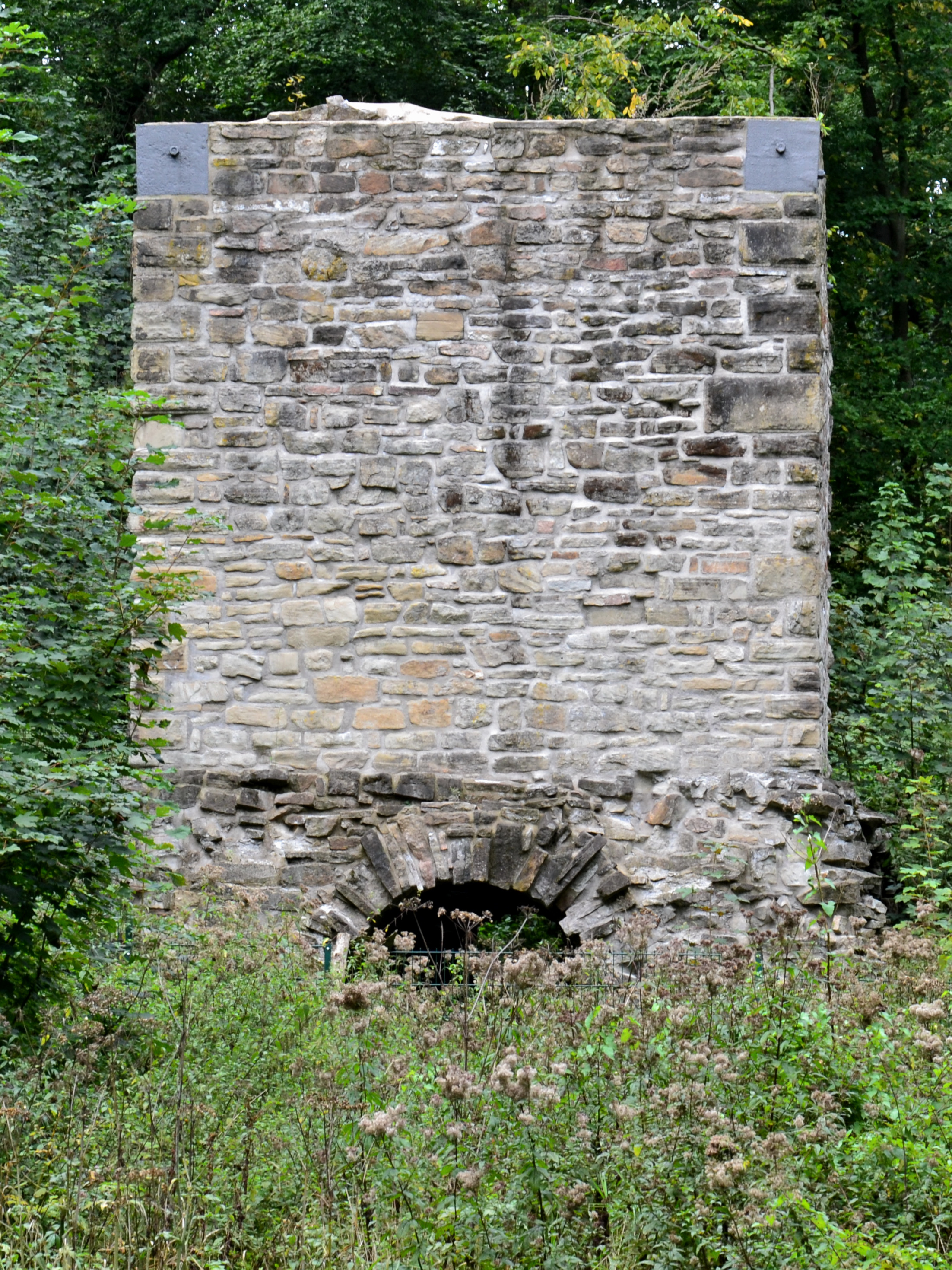
Kaminstumpf des Schachtes Wilhelm der Zeche Victoria
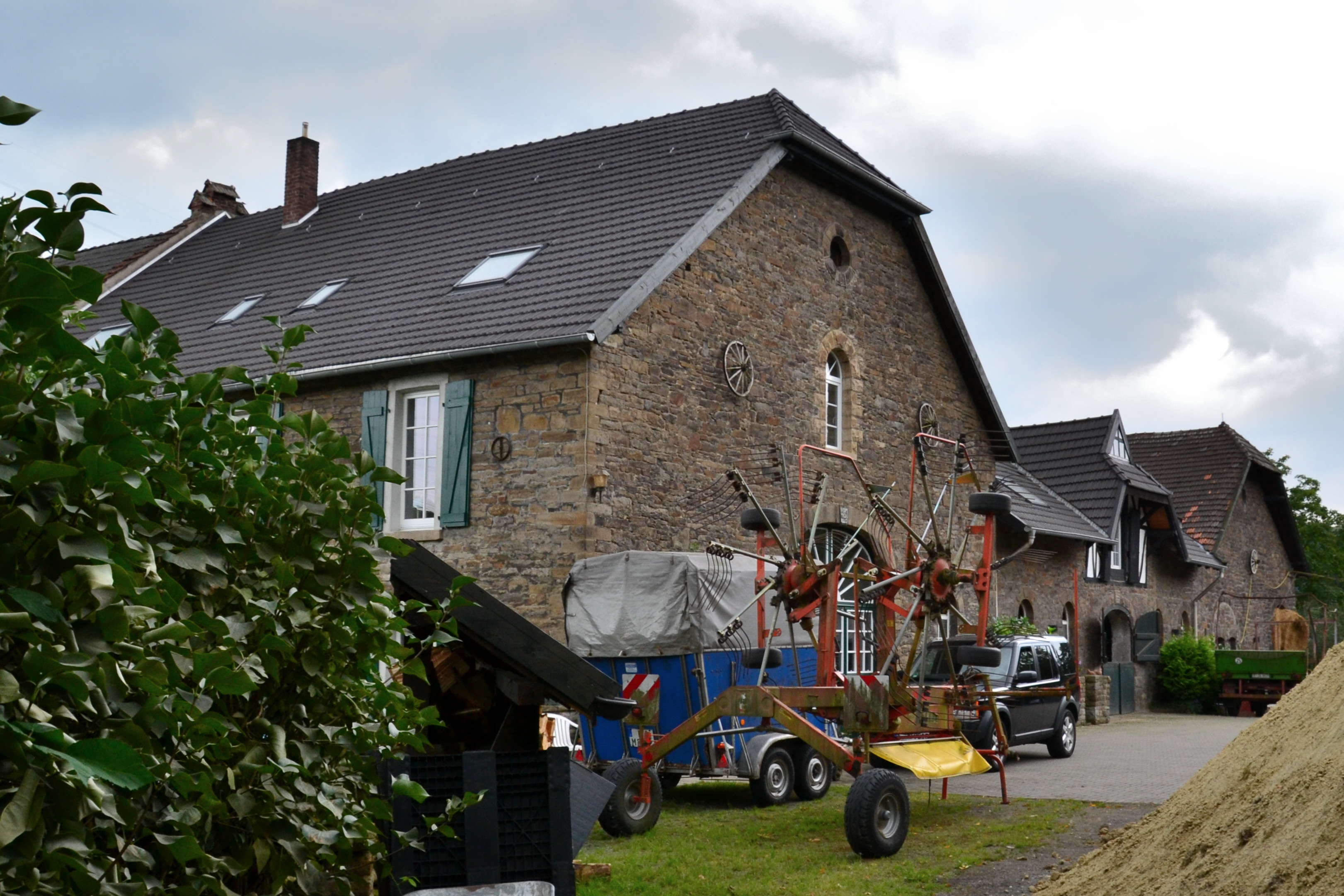
Deilmannhof
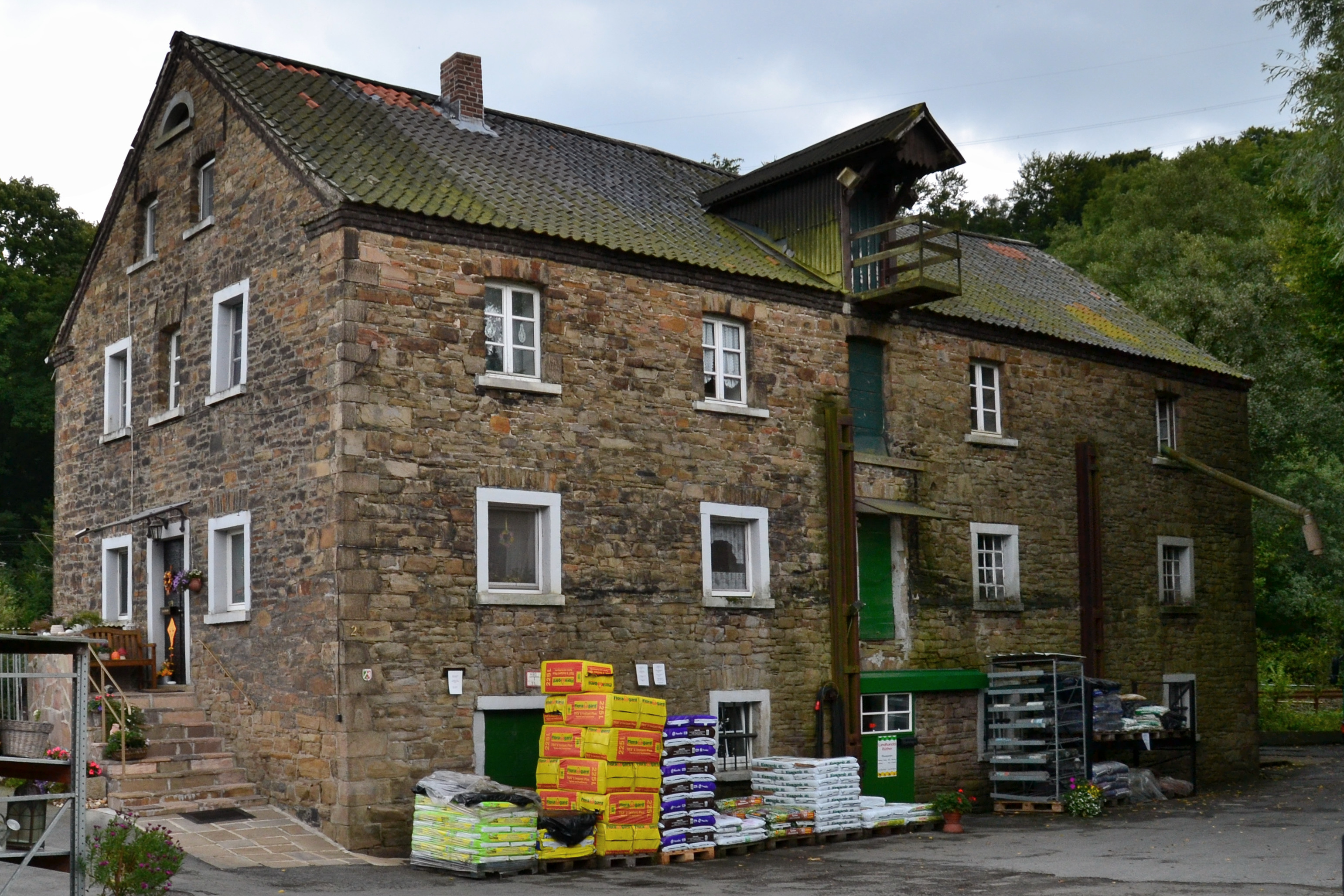
Deiler Mühle